# Борец (1896)
Вижте пояснителната страница за други значения на Борец.
„Борец“ с подзаглавие Орган на Революционната организация в Одринско е вестник на Одринския комитет на Вътрешната македоно-одринска революционна организация, издаван в 1896 година в Свиленград, Османска империя.
Печата се на хектограф. Редактиран е от Павел Генадиев, а в списването участва и Петър Стоев. Илюстриран е от Димитър Нашев, който използва френското списание „Журнал дьо Воаяж“. Излизат три броя, а четвъртият е открит на хектографа при арестуването на Генадиев.